# Flipper roku 1973
Flipper roku 1973 (jap. 1973年のピンボール) – druga powieść japońskiego pisarza Harukiego Murakamiego.
Powieść ukazała się w Japonii w marcu 1980 roku na łamach czasopisma literackiego Gunzō, zaledwie 9 miesięcy po literackim debiucie autora – powieści Słuchaj pieśni wiatru. W czerwcu tego samego roku wydawnictwo Kōdansha wydało wersję książkową. W Polsce ukazała się w maju 2014 roku nakładem Wydawnictwa Muza S.A.
Powieść została nominowana do Nagrody im. Akutagawy oraz literackiej Nagrody im. Nomy.

## Zarys fabuły
Narratorem jest 24-letni mieszkaniec dużego japońskiego miasta, który razem z przyjacielem prowadzi biuro tłumaczeń. Jego wspólnik to Szczur, postać wokół której rozwija się tzw. „tetralogia Szczura”, należą do niej także powieści Słuchaj pieśni wiatru, Przygoda z owcą i Tańcz, tańcz, tańcz. Szczur postanawia opuścić miasto. Bohater długo jest sam, aż do czasu kiedy do jego mieszkania wprowadzają się niemożliwe do odróżnienia bliźniaczki. Jego pasją jest flipper (ang. pinball). Powieść zawiera aluzje do nadprzyrodzonych wydarzeń, które często pojawiają się w powieściach Murakamiego, jednak nie jest przeznaczona do alegorycznej interpretacji.